# Denticeps
Denticeps is een geslacht van straalvinnige vissen uit de familie van de Stekelharingen (Denticipitidae).

## Soorten
- Denticeps clupeoides Clausen, 1959 – Stekelharing